# Arqueologia a l'Argentina

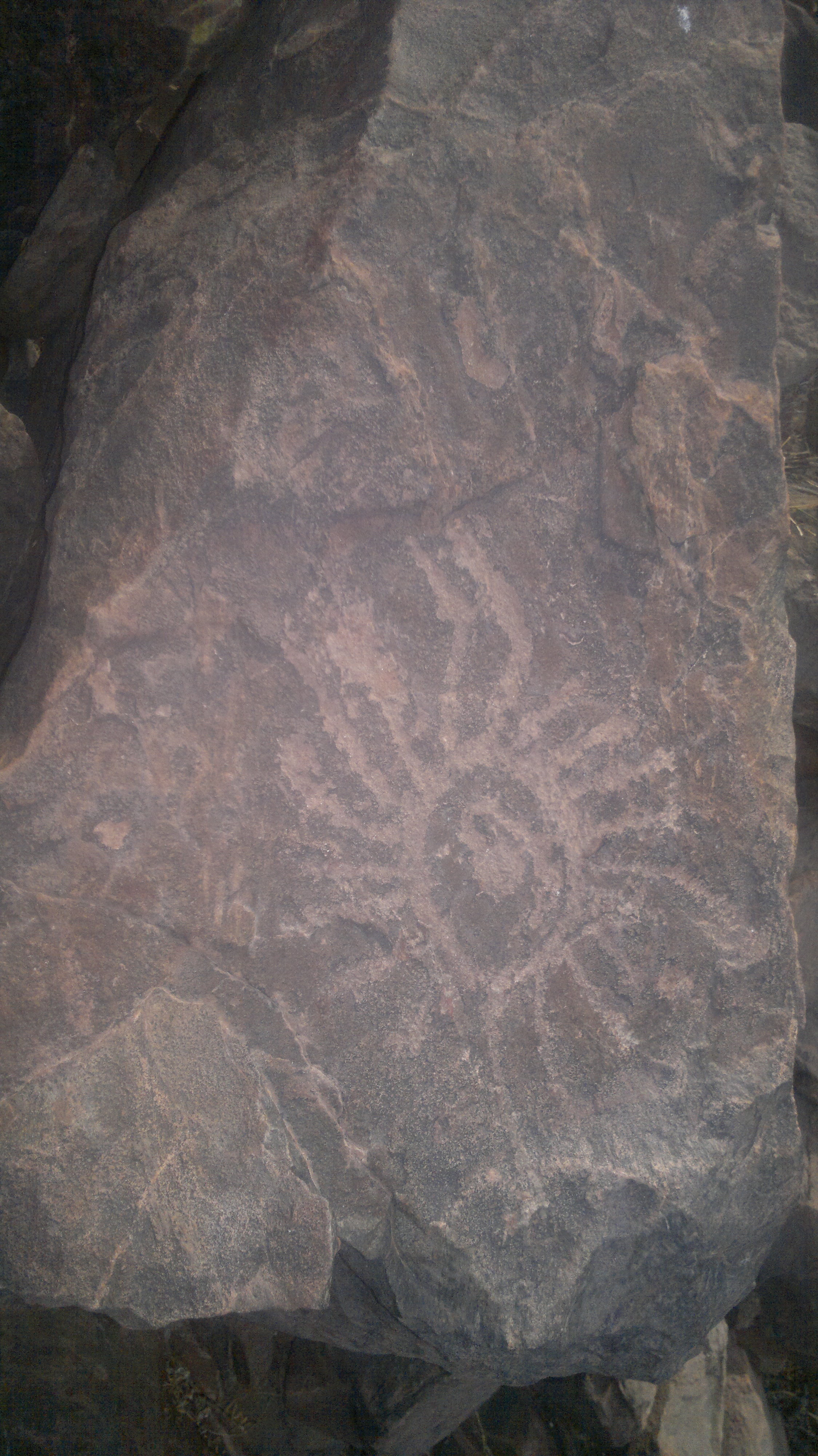
Petròglifs El Duraznito. Salta. Argentina. Símbol de les primeres escriptures

L'arqueologia a l'Argentina és l'estudi dels jaciments prehistòrics dels diferents espais de la República Argentina. No hi ha homogeneïtat en les pràctiques i horitzons culturals analitzats pels diferents científics, i hi ha, per tant, diverses branques de l'arqueologia argentina.

## Branques de l'arqueologia argentina

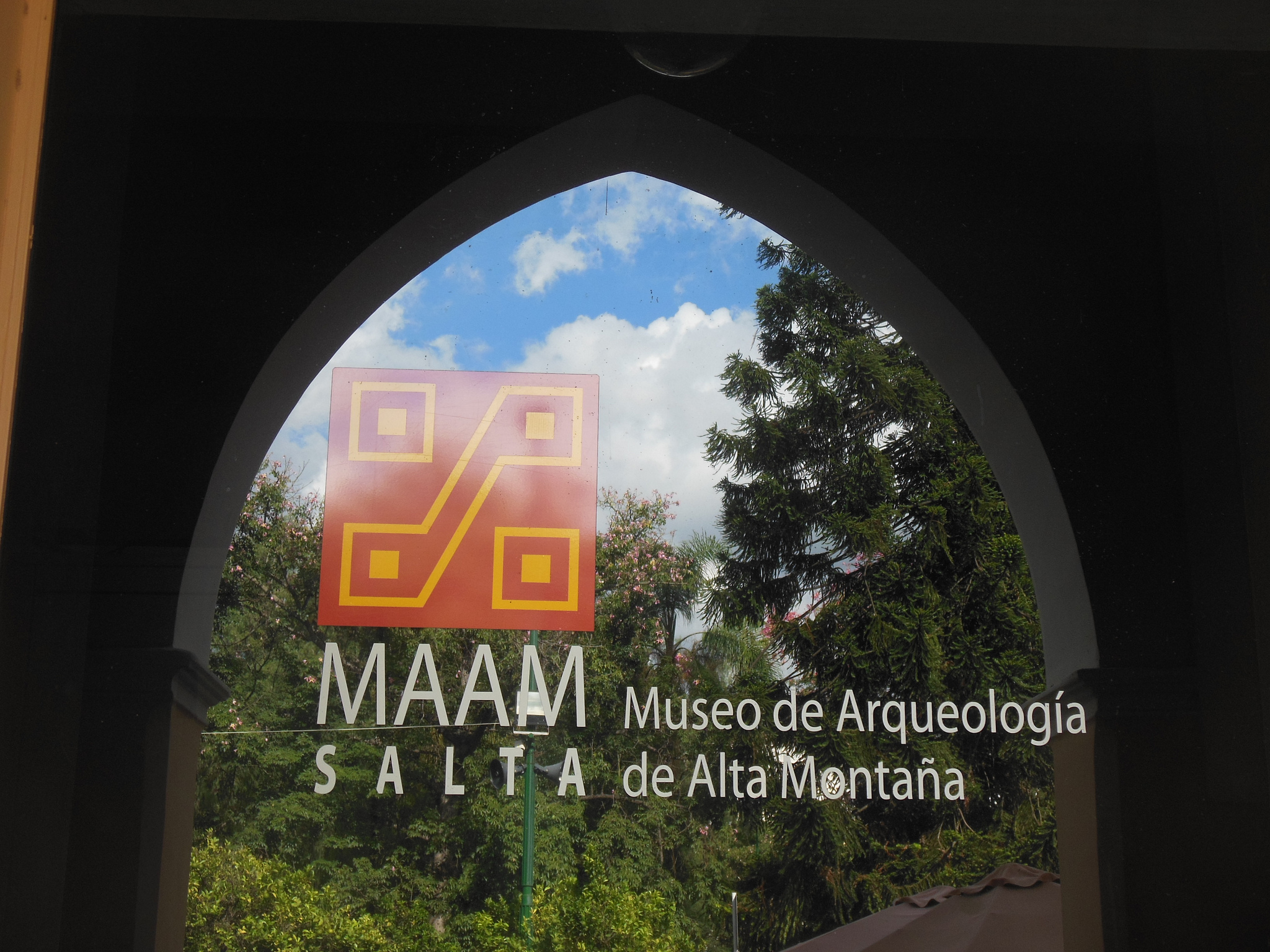
Museu d'Arqueologia d'Alta Muntanya (Salta)

Entre aquestes branques, les més destacades són:
- Arqueologia del Nord-oest Argentí, amb especial desenvolupament a les províncies de Salta, Jujuy i Tucumán.
- Arqueologia de l'àrea patagona, a les províncies de Santa Cruz, Chubut i Rio Negro.
- Arqueologia del Nord-est argentí, especialment en les províncies de Corrientes i Misiones.
- Arqueologia urbana, a la ciutat de Buenos Aires. Exemple dels treballs realitzats en aquesta subrama són aquells que, en els primers anys de la dècada de 1980, excavaren enfront de Casa Rosada, i n'exposaren les restes de la duana de Taylor (derruïda a finals del s. XIX, amb motiu de les obres de construcció de Puerto Madero). El Centre d'Arqueologia Urbana, fundat el 1991, és la institució que més aportacions ha realitzat en aquest camp.

## Història

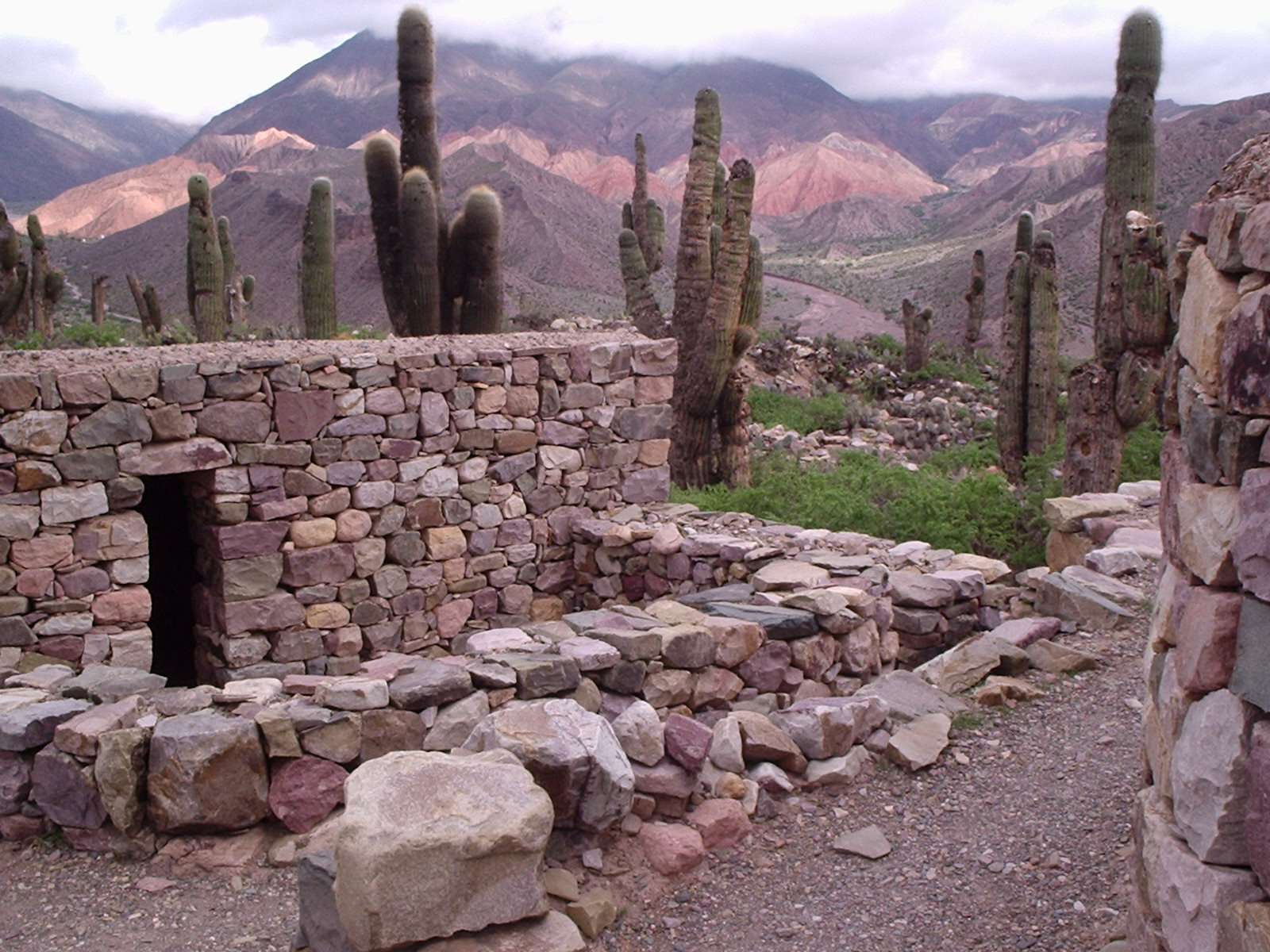
Vista del Pucará de Tilcara

Generalment, els treballs arqueològics apunten a jaciments de cultures precolombines, fet relacionat amb l'extensa història de les poblacions originàries, amb dates tan primerenques com el 12000 ae, tot i que en les últimes dècades els temes de recerca arqueològica s'han ampliat incloent el període colonial, republicà i la història recent (col·laborant amb l'estudi dels centres clandestins de detenció).
Es consideren l'etnògraf i naturalista Juan Bautista Ambrosetti i el seu deixeble Salvador Debenedetti els pares de la ciència arqueològica a l'Argentina. Se'ls deu el descobriment, efectuat el 1908, i posterior estudi del Pucará de Tilcara, una fortificació inca, situada a la província de Jujuy.
Tot i que els treballs realitzats per Florentino Ameghino són previs als efectuats per Ambrosetti i Debenedetti, la rigorositat i metodologia científica d'aquests últims supera les d'Ameghino, per la qual cosa, malgrat la seua anterioritat cronològica, no és considerat com a "pare de l'arqueologia argentina", sinó com un antecedent.
En les acaballes del s. XX, destaquen els treballs d'Alberto Rex González amb els seus treballs sobre les cultures agroterrisseres de Catamarca; els de Daniel Gastón Schávelzon, relatius al desenvolupament de l'arqueologia històrica i urbana; els d'Antonio Serrano de la Universitat Nacional de Córdoba, sobretot al litoral; els de Daniel Paz, investigador de la Universitat de Buenos Aires; i els d'Humberto A. Lagiglia sobre la prehistòria de San Rafael.

## Principals museus i jaciments arqueològics de l'Argentina

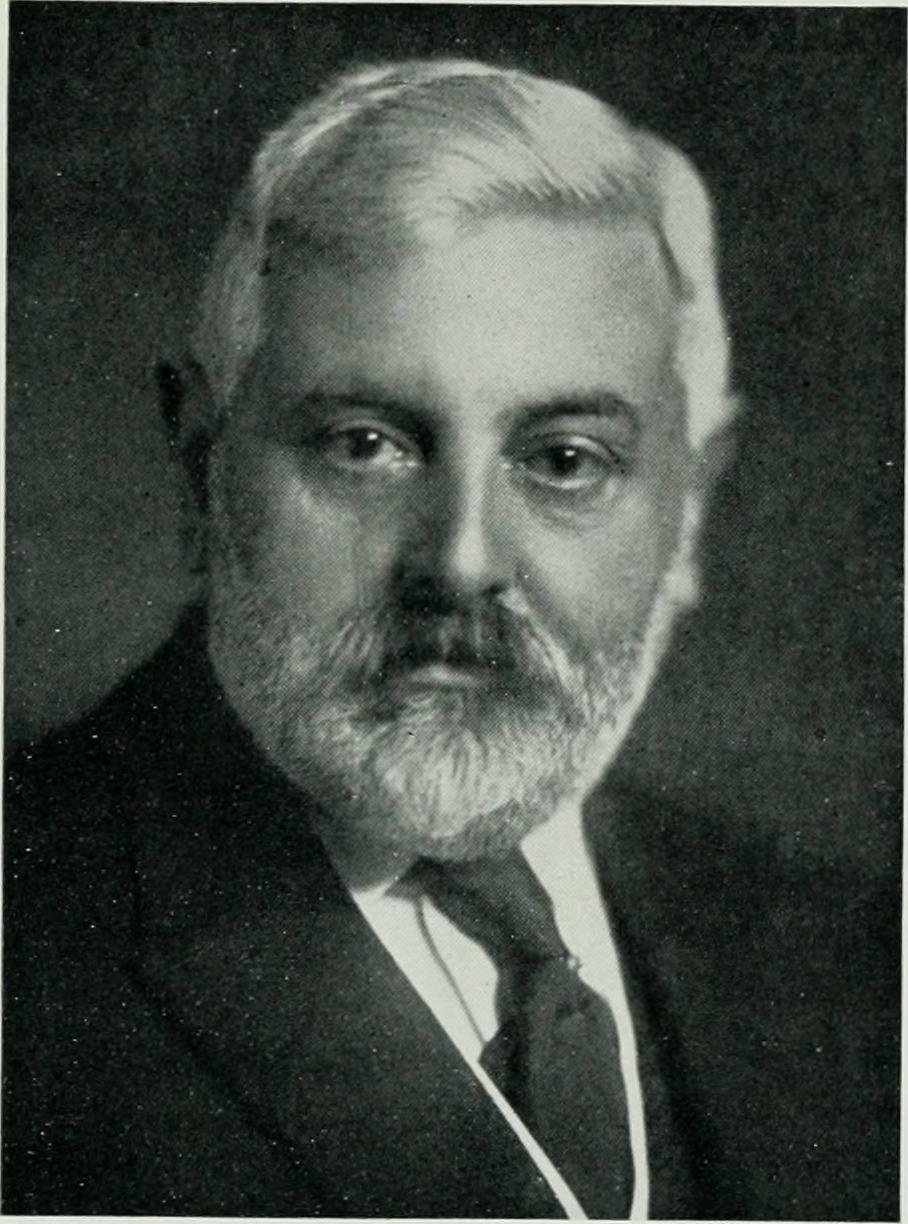
Juan Bautista Ambrosetti

Molts museus de lestat exposen la tasca dels arqueòlegs argentins, i en són els més importants:
- Museu d'Antropologia de Córdoba
- Museu Municipal d'Història Natural de San Rafael, Mendoza, amb importants materials arqueològics i estudis prehistòrics
- Cova de les Mans, a Santa Cruz
- Museu Arqueològic Adán Quiroga, a San Fernando de la vall de Catamarca
- Museu Arqueològic Inca Huasi, a La Rioja
- Museu Arqueològic Condorhuasi, a Belén, província de Catamarca, amb importants vestigis de la cultura Condorhuasi (d'entre el 400 ae i el 700)
- Museu Arqueològic de Cachi, amb importants col·leccions reunides a les valls Calchaquíes
- Museu Arqueològic de Jujuy
- Museu Arqueològic de Tilcara, a la província de Jujuy
- Museu de Ciències Naturals de la Plata, que té una àmplia col·lecció arqueològica, amb un interessant patrimoni en mòmies
- Museu de Ciències Naturals i Antropologia Wagner a Santiago del Estero
- Museu de la Fi del Món, a Ushuaia, Terra del Foc
- Museu Etnogràfic Ambrosetti, a Buenos Aires
- Parc Provincial dels Menhirs, a Tafí del Valle, Tucumán
- Pucará de Andalgalá, a Catamarca
- Pucará de Tilcara, a Jujuy
- Ruïnes dels Quilmes, a les valls Calchaquíes
- Shinkal de Londres, a Catamarca

## Protecció del patrimoni arqueològic argentí
A la República Argentina, la protecció i preservació del patrimoni arqueològic feu un pas significatiu amb la sanció de la Llei 25.743, que també és coneguda com a Llei de Protecció del Patrimoni Arqueològic i Paleontològic, sancionada el 4 de juny de 2003 i promulgada el 25 de juny del mateix any.